# Cheiridium nubicum
Cheiridium nubicum är en spindeldjursart som beskrevs av Beier 1962. Cheiridium nubicum ingår i släktet Cheiridium och familjen dvärgklokrypare. Inga underarter finns listade i Catalogue of Life.